# Syma Mobile
Syma Mobile est un opérateur de réseau mobile virtuel (MVNO) français spécialisé dans la télécommunication nationale et internationale, enregistré à l'Autorité de régulation des communications électroniques, des postes et de la distribution de la presse (Arcep) avec ce statut depuis 2008.

## Histoire
Syma démarre ses activités de MVNO avec l'opérateur principal Orange en 2008.
En juillet 2021, pour améliorer ses prestations et proposer la 5G à ses clients, Syma crée son propre cœur de réseau et ajoute à  Orange un deuxième partenaire : SFR.
En mai 2022, Altice France annonce le rachat de Syma.

## Offre
SYMA propose des forfaits de téléphonie mobile sans engagement.
Le 21 juin 2016, l'opérateur a lancé ses premiers forfaits en 4G 
Le 7 juillet 2021, l'opérateur a lancé ses premiers forfaits en 5G